# Rynek w Przyrowie

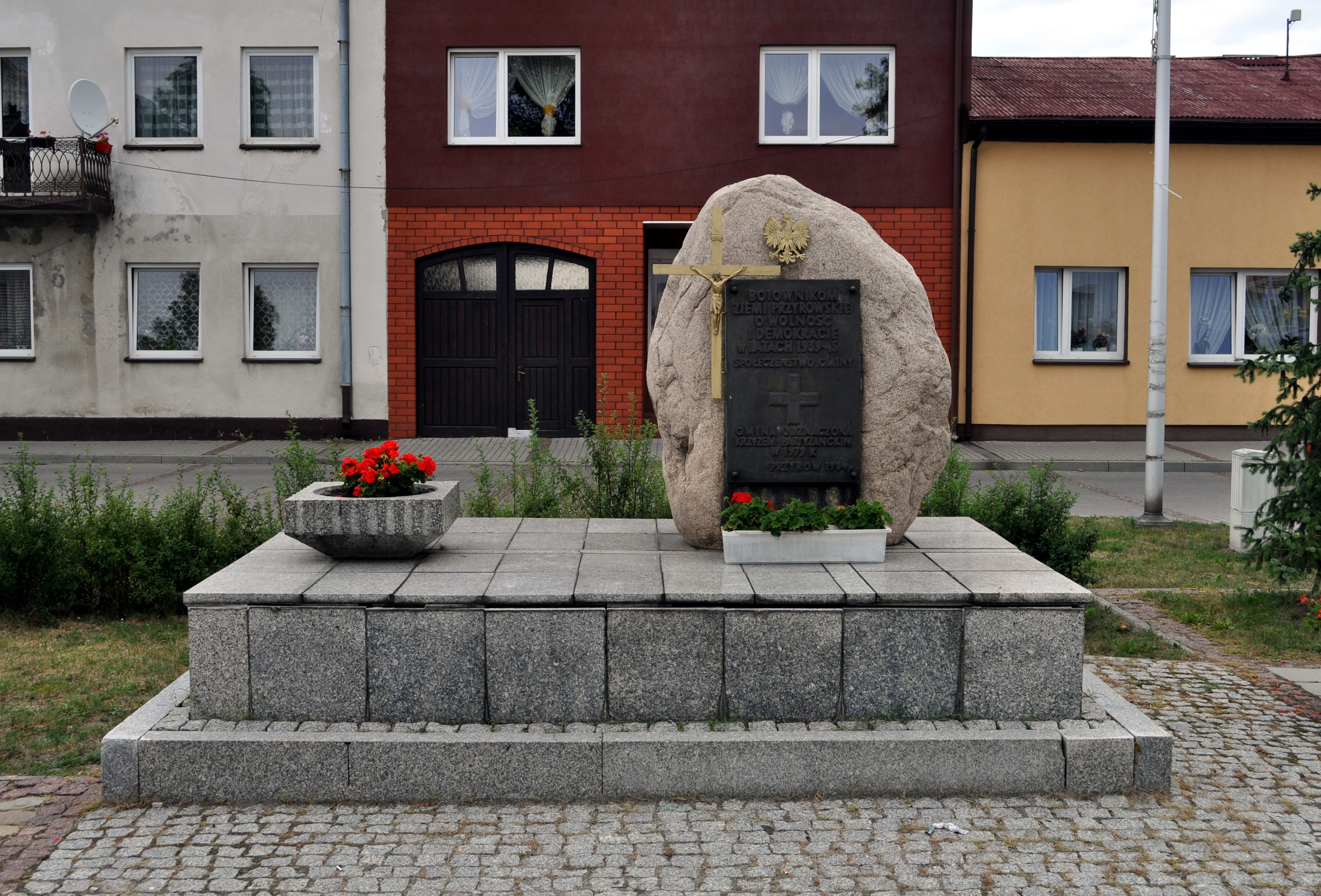
Fragment rynku z głazem

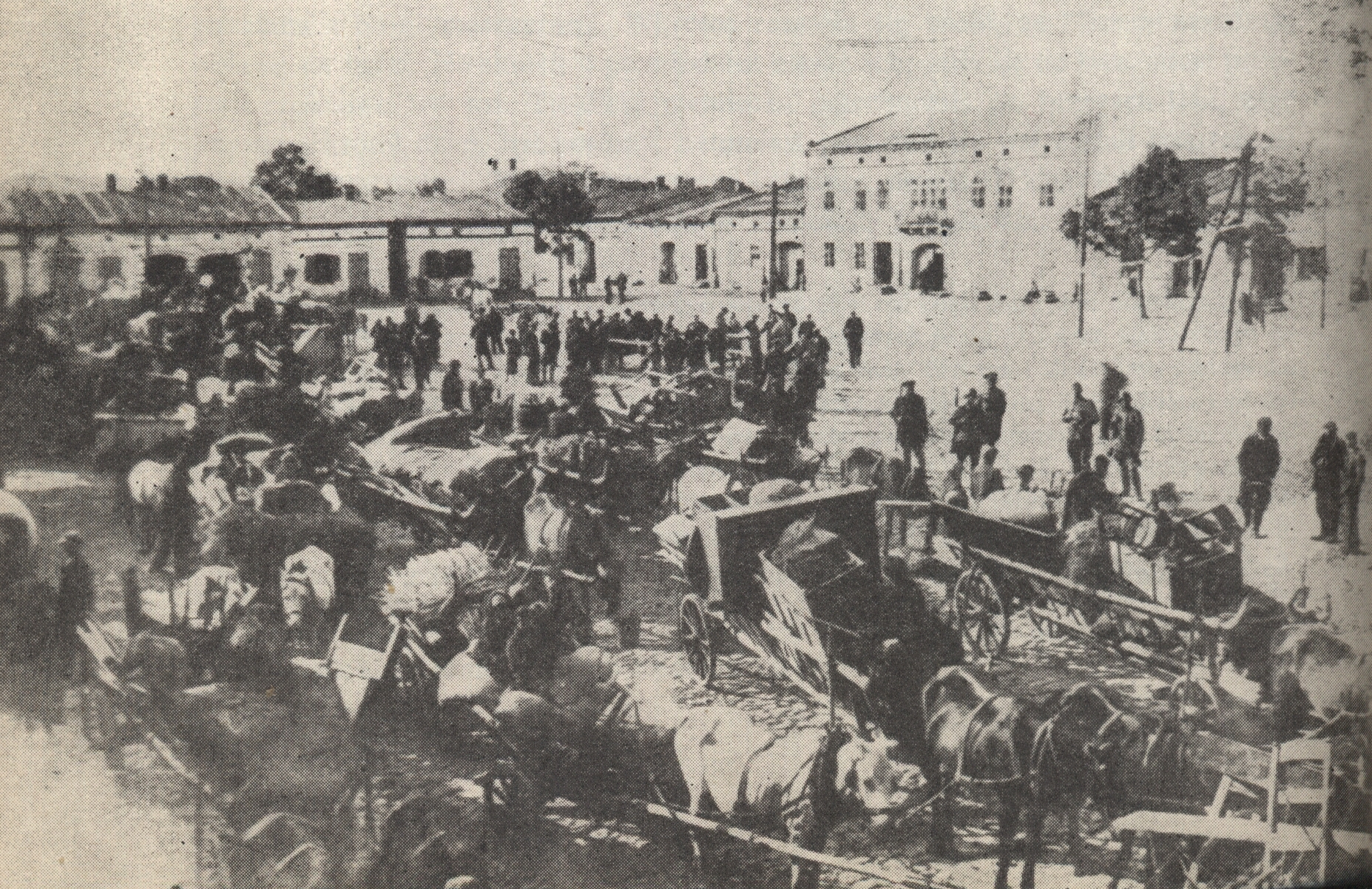
Rynek podczas deportacji Żydów przez nazistów niemieckich

Rynek w Przyrowie – centrum założenia miejskiego Przyrowa w powiecie częstochowskim.
Rynek uzyskał obecny kształt urbanistyczny na przełomie XIX i XX wieku. Wymieniono wówczas zabudowę drewnianą na murowaną i całkowicie zwarto pierzeje. W latach 1908–1911 zbudowano obecny kościół, zastępując nim świątynię starszą (drewnianą) i zmieniając całkowicie perspektywę wydłużonego placu. Wydłużony kształt rynku, z czterema drogami wylotowymi w węższych pierzejach, pochodzi z okresu lokacyjnego. Po 1945 nie zaszły w rynku poważniejsze zmiany – pierzeje wschodnią i południową podniesiono o jedną kondygnację i wprowadzono kilka drzew. W 1984 postawiono jeszcze głaz pamiątkowy ku czci Polaków walczących podczas II wojny światowej. W 2005 rynek przeszedł głęboką rewaloryzację, przesunięto pomnik i dodano na nim symbole religijne, wprowadzono nawierzchnię z kostki granitowej i betonowej (forma szachownicy), małą architekturę i zieleń (m.in. klony). Płyta rynkowa jest wizualnie izolowana poprzez poprowadzenie jezdni wzdłuż wszystkich pierzei.
Przyrowski rynek wykazał się najwyższym (po Koszycach) stopniem miejskości w badaniach naukowych nad morfologią miast zdegradowanych reformą carską z 1869–1870.